# Jamrao
Jamrao és un canal llarg i important al Sind, Pakistan, ocupant diversos districtes de la província,. Surt del riu Nara al que després es torna a unir regant una àrea de 336 km². La seva llargada és de 188 km però incloent totes les seves branques i distributaris arriba a 947 km; la branca més llarga és anomenada West Branch i té 101 km de llarg i 657 km de canals menors. Es va obrir el 24 de novembre de 1899.